# Arran Brown
Arran Brown (* 24. März 1985 in Johannesburg) ist ein ehemaliger südafrikanischer Radrennfahrer.

## Sportliche Laufbahn
2007 wurde Arran Brown südafrikanischer Meister im Kriterium sowie im Straßenrennen der U23 Bei den afrikanischen Meisterschaften 2009 belegte er Platz vier im Straßenrennen. Im selben Jahr gewann er das Race 4 des Giro del Capo  und 2010 die Tour de Delhi. 2011 entschied er zwei Etappen und im Jahr darauf vier Etappen der Tour du Maroc für sich. Im selben Jahr beendete er seine Radsportlaufbahn in der Elite.

## Erfolge
2007
- Südafrikanischer Meister – Kriterium

2009
- Giro del Capo Race 4

2010
- Tour de Delhi

2011
- zwei Etappen Tour du Maroc

2012
- vier Etappen Tour du Maroc

## Teams
- 2008 House of Paint
- 2011 MTN Qhubeka
- 2012 MTN Qhubeka